# Centre commercial du Domaine-de-l'Estérel
Le centre commercial du Domaine-de-l'Estérel est un édifice commercial de style art déco, situé à Sainte-Marguerite-du-Lac-Masson. Construit par l'architecte belge Antoine Courtens en 1936 et 1937 sur un domaine de villégiature du baron belge Louis Empain, le centre commercial est un exemple précoce de l'architecture moderne du Québec.
« Le centre commercial du Domaine-de-l'Estérel serait l'un des premiers centres commerciaux à voir le jour au Québec et au Canada. À l'origine, il inclut notamment des boutiques, des bureaux, un restaurant-cabaret, une salle de cinéma, un garage et une station-service. »
Pendant la Seconde Guerre mondiale, le site héberge le centre d’entraînement pour les aviateurs de l’Aviation royale du Canada.
L'édifice a été à la fois classé et cité immeuble patrimonial en 2014. "Ce classement et cette citation visent à garantir sa protection, sa connaissance et sa mise en valeur ainsi que sa transmission aux générations futures", dit le communiqué de l’époque . Moins de dix ans plus tard, il est détruit.
Acheté par la firme immobilière Olymbec en 2021, l'édifice est démoli en mai 2022. La firme prétend cependant que la destruction est une erreur accidentelle et s'engage à reconstruire l'édifice.
La disparition de ce patrimoine 'international' parce qu’il est à la fois québécois et belge, comme le dit une députée québécoise, a provoqué un débat houleux à l’assemblée nationale du Québec. Nathalie Roy, ministre de la Culture et des Communications, est interpellée et promet de lourdes sanctions pénales pouvant dépasser un million de dollars canadiens (Vidéo sur la télévision publique belge RTBF ).